# Rudolf Rott
Rudolf Rott (* 23. Mai 1926 in Stuttgart; † 28. April 2003 in Gießen) war ein deutscher Virologe.
Rott war der Sohn eines Bauingenieurs und ging in Ellwangen und Rottweil zur Schule. Er studierte nach zwei Jahren Militärdienst im Zweiten Weltkrieg, Gefangenschaft und zwei Jahren in der Landwirtschaft zunächst ab 1950 Veterinärmedizin an der Universität Gießen, mit der Promotion 1955 über Schweineinfluenza bei Elmar Roots. Danach war er Assistent am Gießener Institut für Tierseuchenlehre bei Roots und ging 1958 an das Max-Planck-Institut für Virusforschung in Tübingen zu Werner Schäfer, wo er sich mit dem Geflügelpest-Virus befasste, das ebenfalls zu den Grippeviren gehört. 1964 wurde er Professor in Gießen (nach Habilitation 1963) und Leiter des neu gegründeten und in Deutschland ersten Instituts für Virologie. 1994 wurde er emeritiert.

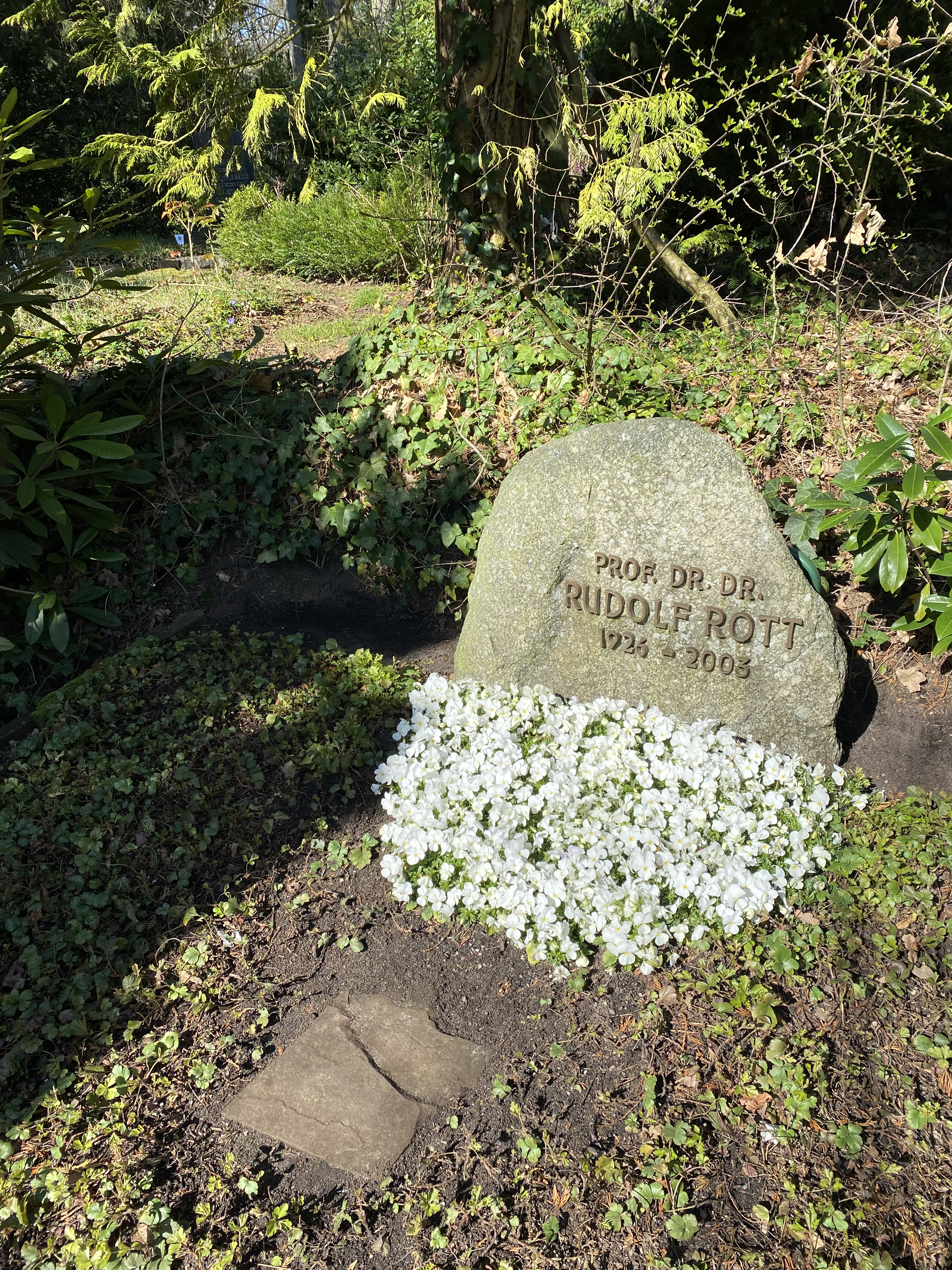
Grabstätte auf dem Friedhof Blankenese

Rott veröffentlichte über 300 wissenschaftliche Arbeiten. Er befasste sich insbesondere mit Grippeviren, zum Beispiel der Genstruktur und genetischen Verwandtschaft der Grippeviren und Oberflächenproteinen der Grippeviren (wie Neuraminidase). Mitte der 1970er Jahre konnte er mit seiner Gruppe den Aufbau der Virus-RNA aus acht Segmenten nachweisen, die frei ausgetauscht werden konnten, was die hohe Variabilität der Viren erklärte. In den damaligen Untersuchungen zeigte sich auch, dass die Pathogenität der Viren von vielen Faktoren abhing. Auch forschte er mit seiner Gruppe in Gießen über die Glykoproteine der Virushülle und ihre Rolle beim Eindringen in die Wirtszelle. Sie konnten nachweisen, dass die Spaltung des Hämagglutinins der Virushülle durch wirtseigene Enzyme ein wichtiger Mechanismus der Infektiosität der Viren war. Rott wies mit seiner Gruppe auch nach, dass die Steigerung dieser proteolytischen Aktivität am Hämagglutinin durch Bakterien zur Pathogenität der Grippeviren beitragen konnte. Er wies die proteolytische Aktivierung von Oberflächen-Glykoproteinen auch bei anderen Viren nach (wie Paramyxoviridae bei Newcastle-Krankheit, Sendaivirus-Infektion).
Er untersuchte auch das Borna Disease Virus 1 (BoDV-1), das eine chronische Gehirnerkrankung bei Pferden verursacht. Rott wies mit Kollegen auch eine Virulenz beim Menschen nach.
Er erhielt 1987 den Robert-Koch-Preis und 1982 die Otto-Warburg-Medaille. 1991 erhielt er den Max-Planck-Forschungspreis. Er war Ehrenmitglied der Gesellschaft für Virologie (1999) und Ehrendoktor der FU Berlin. Er war Mitglied der Royal Society of Medicine (1963), der New York Academy of Sciences (1966) und der Leopoldina (1973), deren Cothenius-Medaille er 1999 erhielt. 1995/96 war er Fellow am Wissenschaftskolleg zu Berlin.
Rott war seit 1956 mit Renate Kröll verheiratet und hat eine Tochter Sabine, die mit dem ehemaligen Direktor des Bernhard-Nocht-Instituts Bernhard Fleischer verheiratet ist. Seine letzte Ruhestätte erhielt Rudolf Rott auf dem Hamburger Friedhof Blankenese.

## Schriften
- mit Hans-Dieter Klenk: The molecular biology of influenza virus pathogenicity, Advances in Virus Research, Band 34, 1987, S. 247